# Juan Carlos Sarnari
Juan Carlos Sarnari, né le 22 janvier 1942 à Santa Fe en Argentine et mort le 21 avril 2023, est un joueur de football international argentin, qui évoluait au poste de milieu de terrain, avant de devenir ensuite entraîneur.

## Biographie

### Carrière de joueur

#### Carrière en club
Il remporte un titre de champion de Colombie avec l'Independiente Santa Fe. Avec le club de River Plate, il joue une finale de Copa Libertadores, en étant battu par l'équipe uruguayenne du Club Atlético Peñarol.
En 1974, il inscrit 24 buts dans le championnat du Chili avec l'Universidad de Chile. Sarnari inscrit par ailleurs un total de 29 buts en Copa Libertadores, ce qui fait de lui le 6e meilleur buteur de l'histoire de la compétition.

#### Carrière en sélection
Avec l'équipe d'Argentine, il joue 6 matchs et inscrit un but entre 1966 et 1967. 
Il figure dans le groupe des sélectionnés lors de la Coupe du monde de 1966. L'Argentine atteint les quarts de finale du mondial organisé en Angleterre, mais Sarnari ne joue aucun match lors de cette compétition.
Il participe également à la Copa América de 1967, où  l'Argentine se classe deuxième de la compétition.

## Palmarès
| River Plate - Copa Libertadores : - Finaliste : 1966. |  | Universidad de Chile - Championnat du Chili : - Vice-champion : 1971. |  |  |

 Independiente Santa Fe
- Championnat de Colombie (1) :
  - Champion : 1975.